# 澀谷Scramble Square

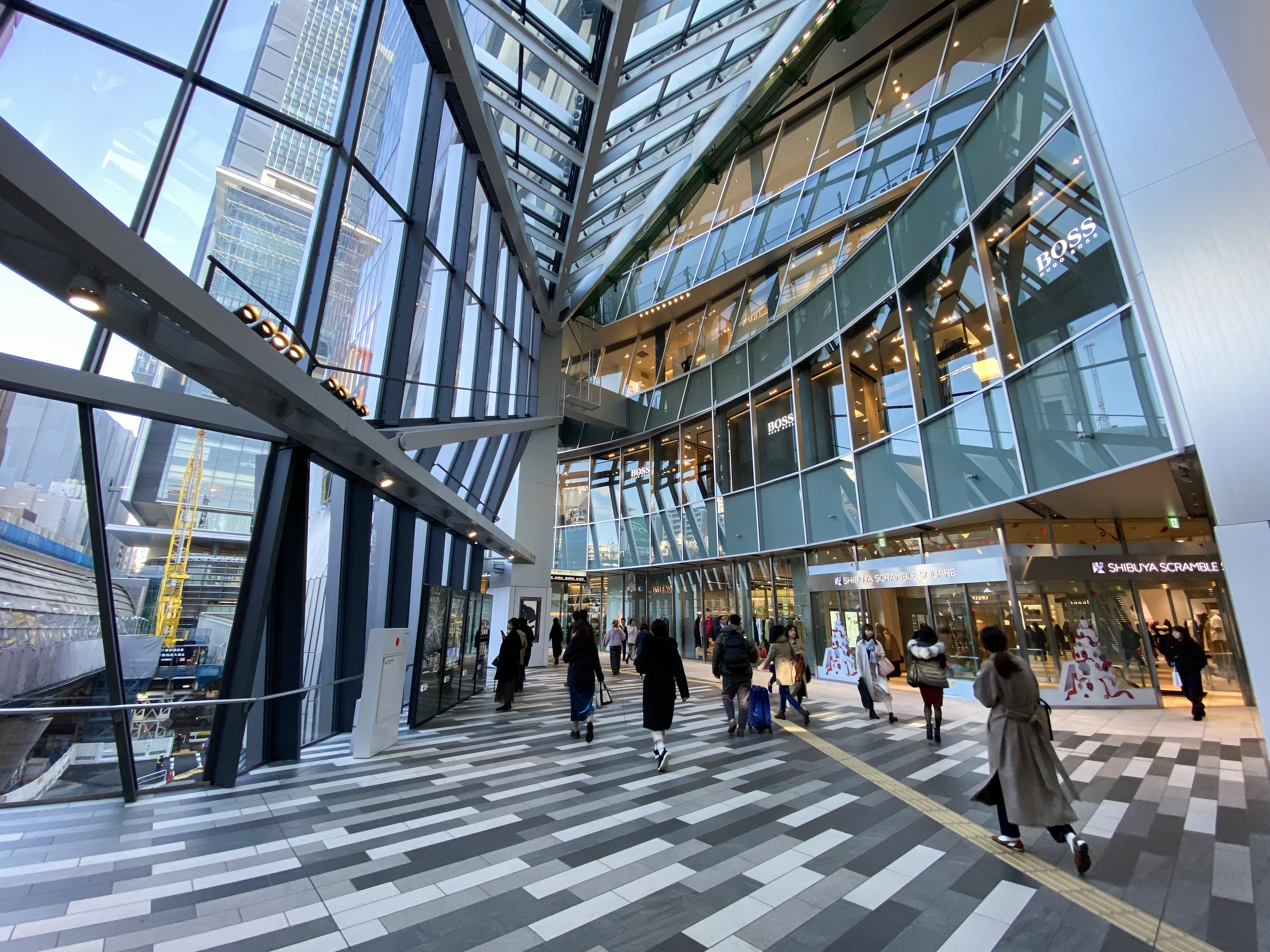
東棟二樓入口大廳

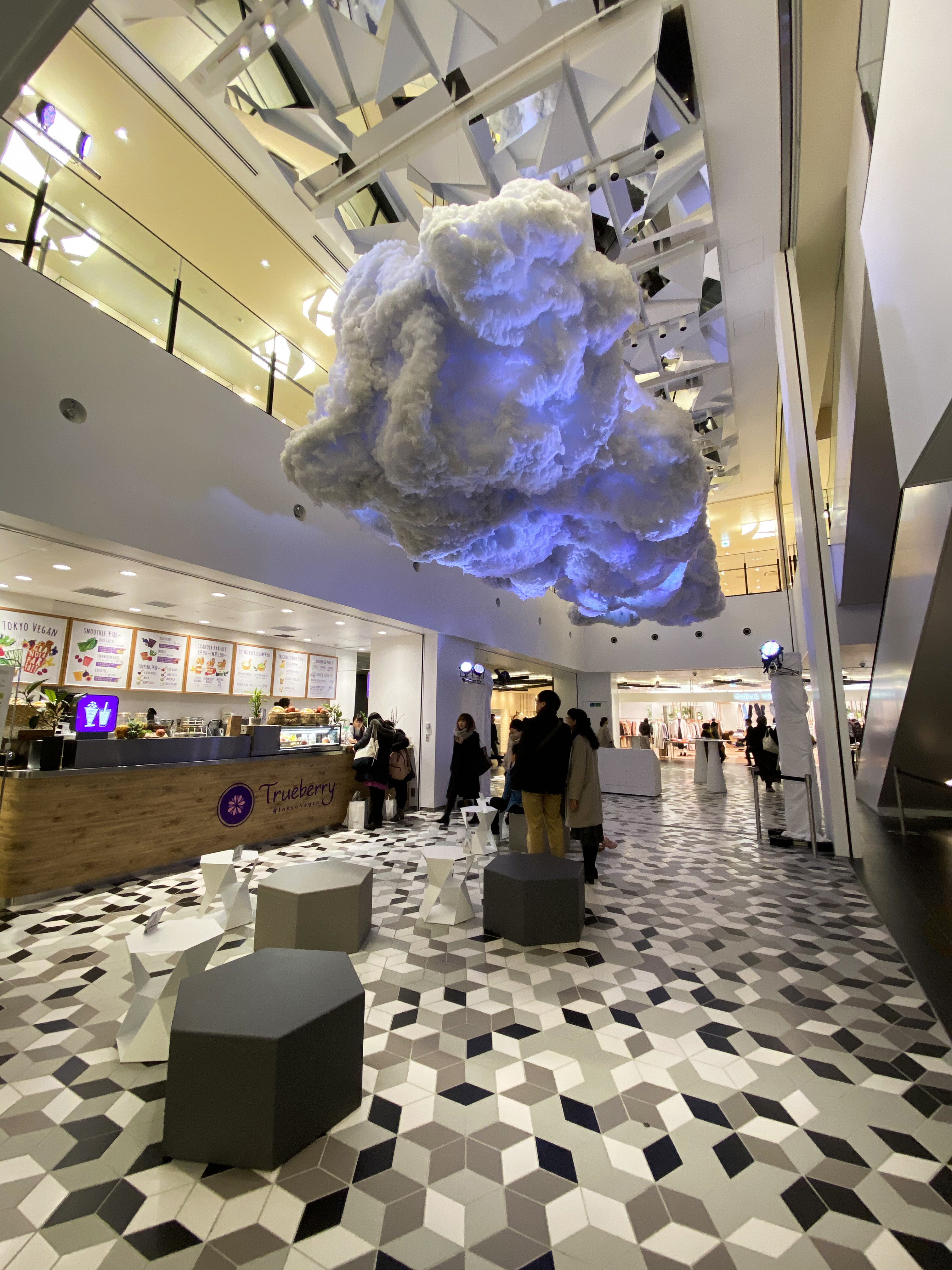
東棟7樓中庭

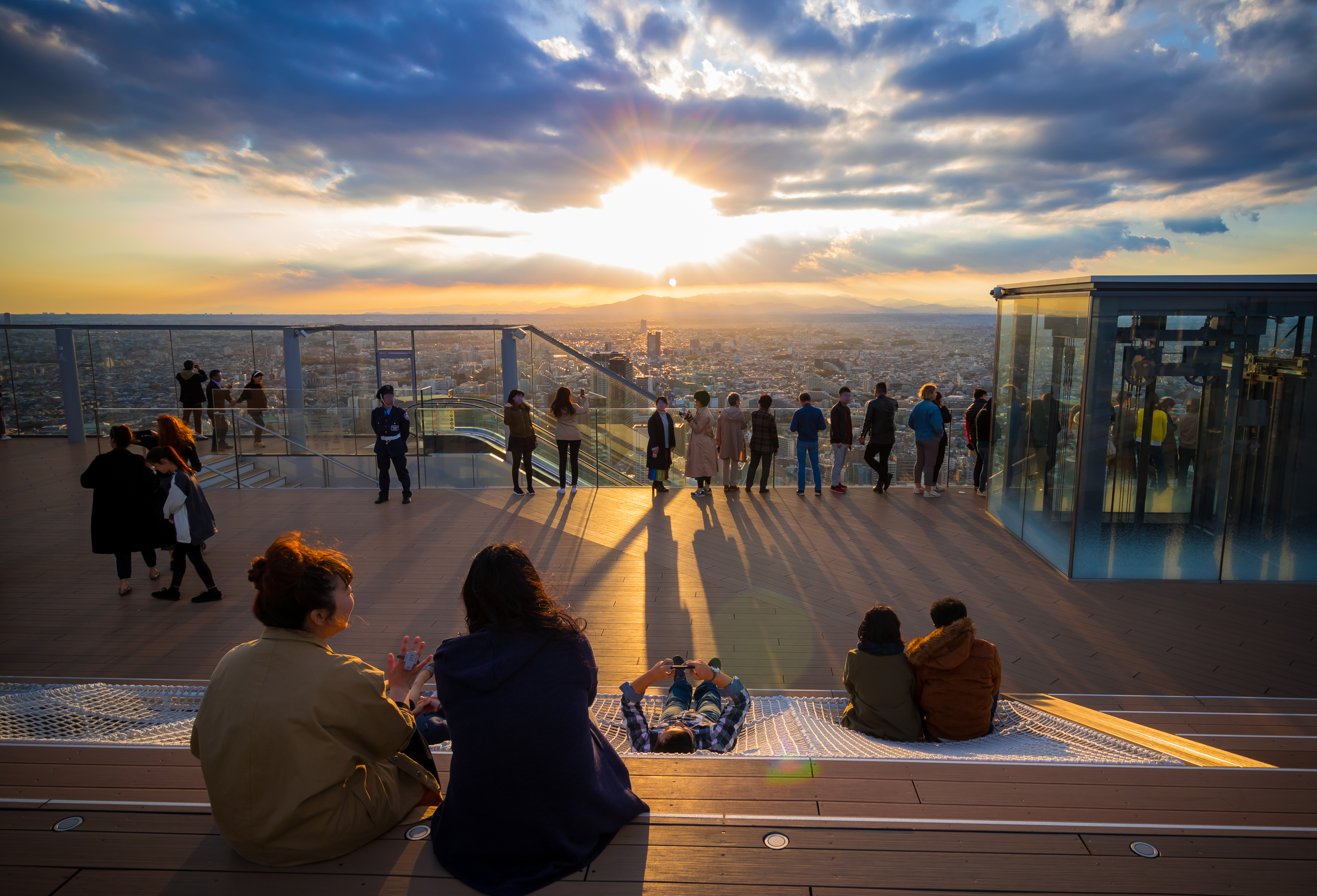
位於東棟46樓頂樓的「SHIBUYA SKY - SKY STAGE」

澀谷Scramble Square（日语：渋谷スクランブルスクエア）是位於日本東京都澀谷區澀谷2丁目的複合式建築，由3座大樓構成，並與澀谷站直接連結。第1期的東棟高約230公尺，於2019年11月1日啟用，取代藍塔成為澀谷一帶最高的建築，三家日本網路公司——mixi的總部、DeNA的總部以及CyberAgent的廣告部門設於該大樓內，頂層與樓頂則設有觀景台設施「SHIBUYA SKY」。第2期的中央棟、西棟則計畫建於2020年3月31日結束營業的東急百貨店東橫店用地上，預定2027年完工啟用。
澀谷Scramble Square的建築基地坐落於東急、JR東日本、東京地下鐵三家鐵路公司的土地之上，建築與營運則是由前述三家鐵路公司的合資公司「澀谷Scramble Square株式會社」負責。

## 佈局

### 商場
地下B2層至14樓為商場部分。B2層至1樓為食品專區，設食物檔位，超級市場和甜品/麵包店。2樓至4樓及9樓有多間外國和日本時裝名牌。5樓和6樓分別為鞋履專層Q Goods和美容化妝品專區Q Beauty。10樓為日本雜貨店東急手創館和日本瓶裝茶品牌「伊藤園」，11樓設目前日本最大的旗艦店「中川政七商店」，蔦屋書店和au電訊專門店，12樓和13樓為餐廳的集中地。14樓為NHK體驗區，Mark' Style Tokyo和Good Design Store Tokyo。

### 辦公區
位於17樓至44樓，租賃面積約為73,000㎡。商場高層並沒有通道連接寫字樓，前往出入人士必須先到2樓中轉大堂乘升降機到15樓，才能前往樓上辦公區。目前主要租戶包括mixi group和WeWork（DeNA）。15樓也設會員制共享空間SHIBUYA QWS。

### 觀景台
觀景台命名為「SHIBUYA SKY」，位於45樓及46樓，入口設在商場14樓。45樓為室內觀景台，紀念品店和酒吧「Paradise Lounge」，而遊人前往戶外觀景台必須擺放隨身行李，然後才可走出玻璃門外乘搭扶手電梯往46樓。露天觀景空間中央有一片大草皮，而兩旁有沙發區和角落位置「SKY EDGE」可供遊人拍攝。

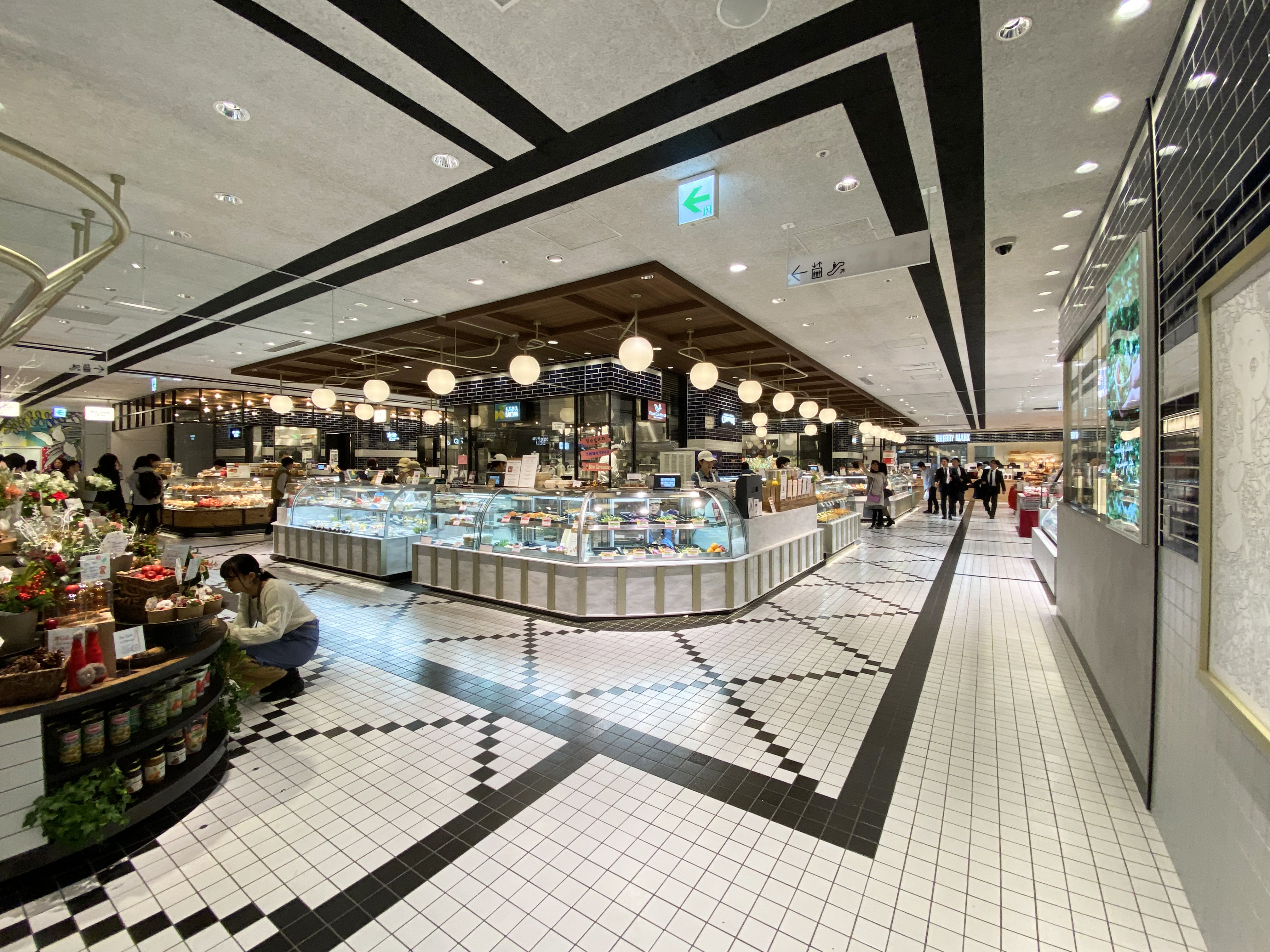
B2層食物檔位
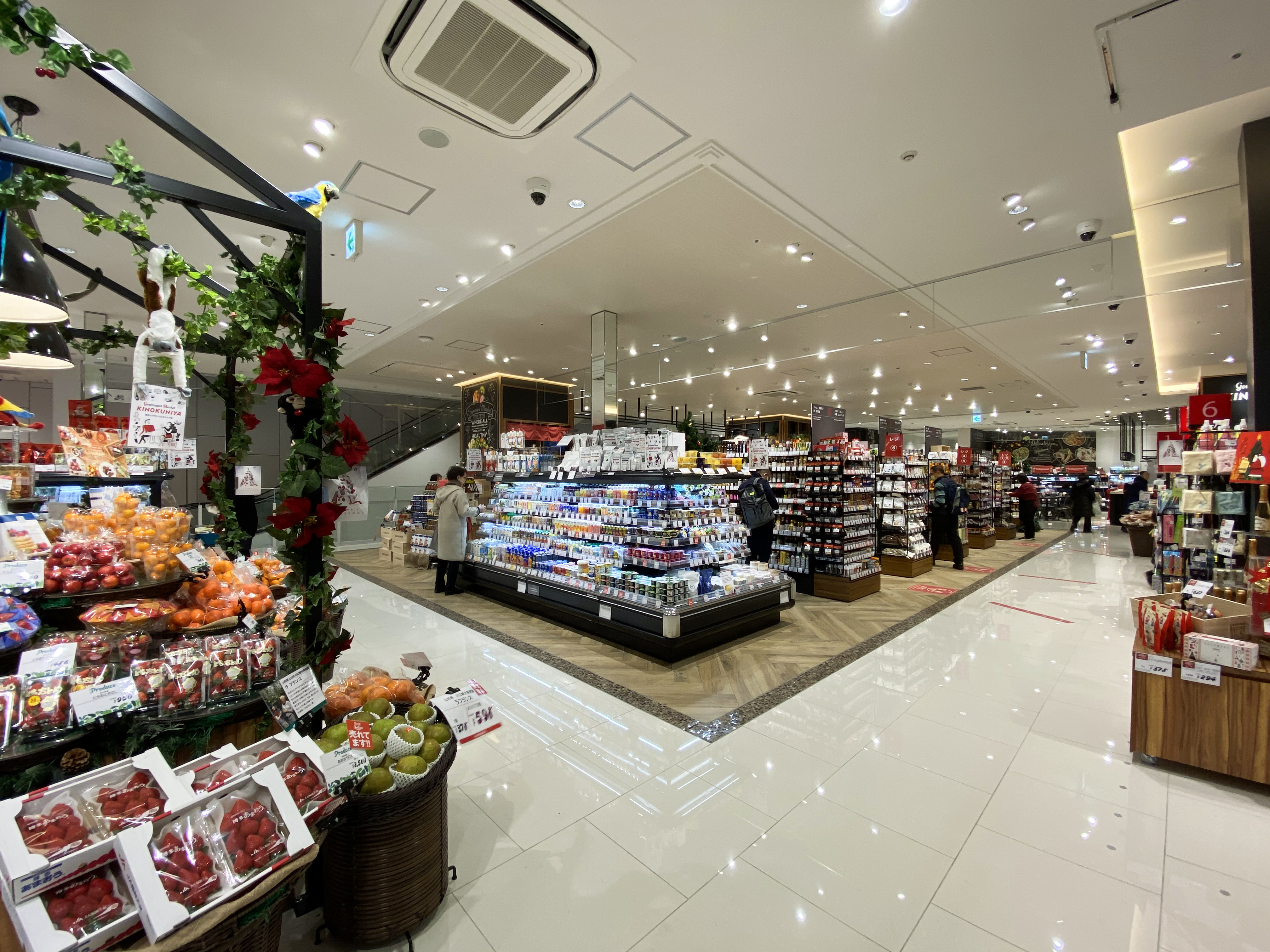
B1層 KINOKUNIYA Supermarket
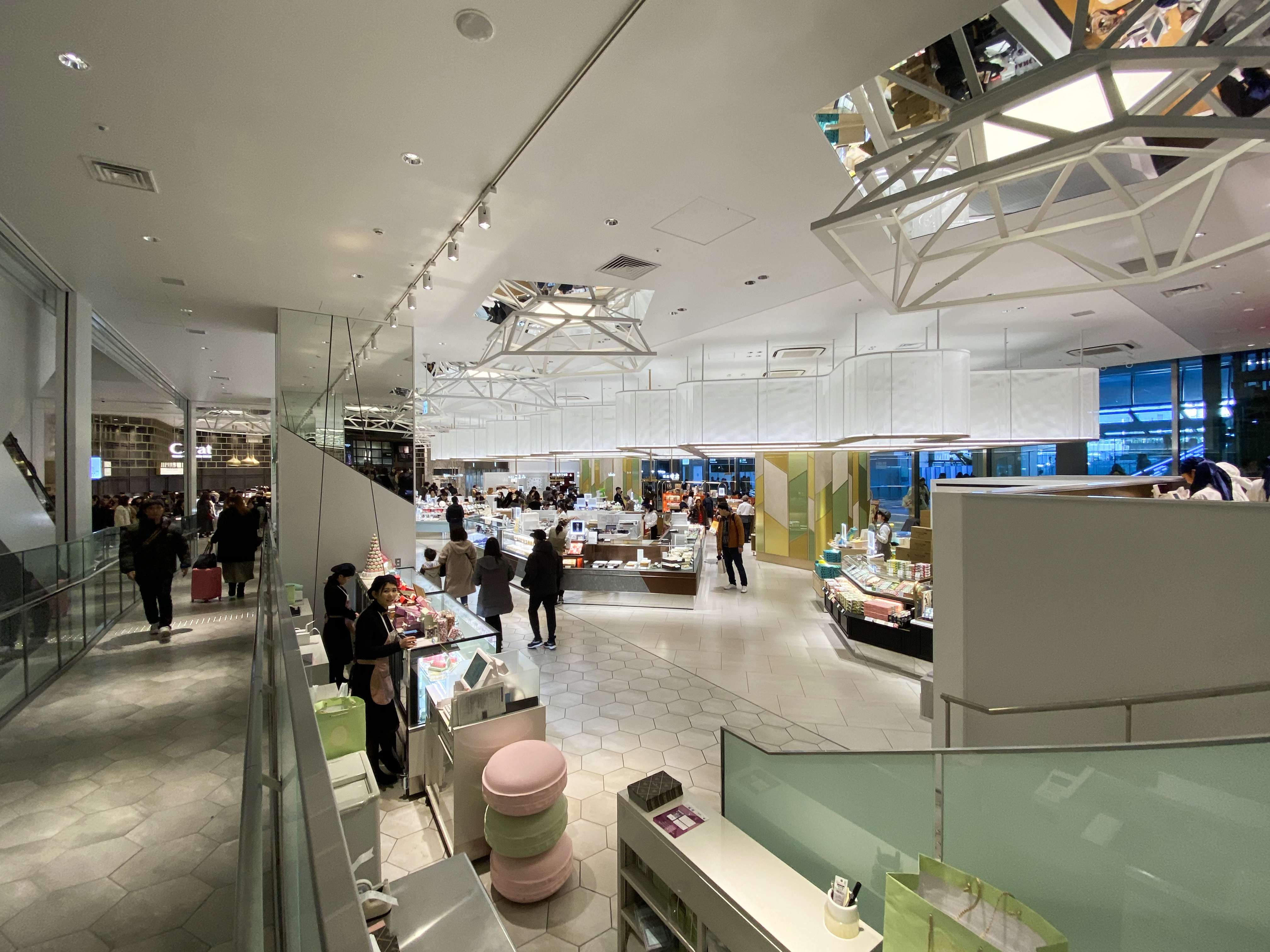
1樓甜品/麵包店專區「Foods」
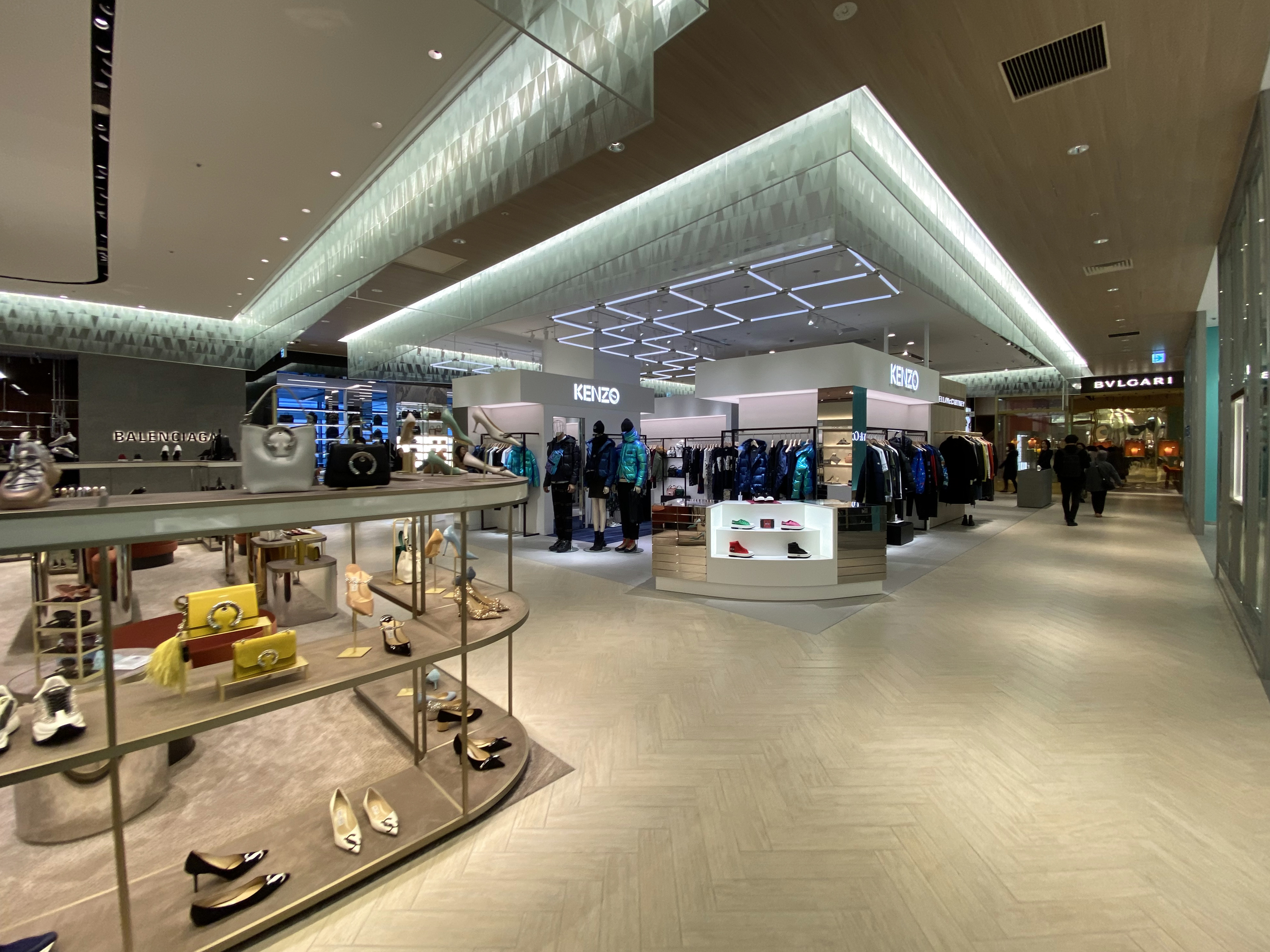
3樓
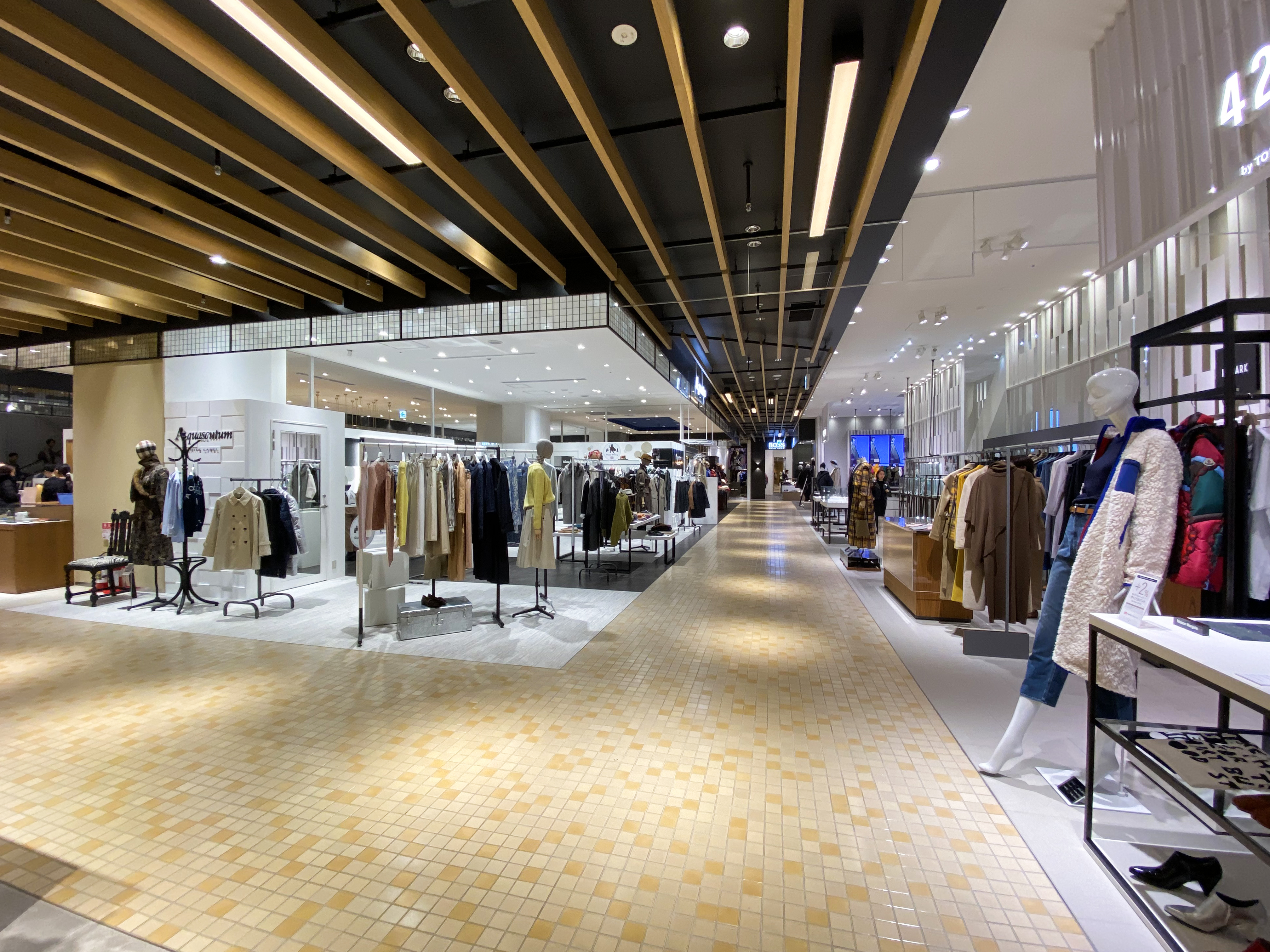
4樓
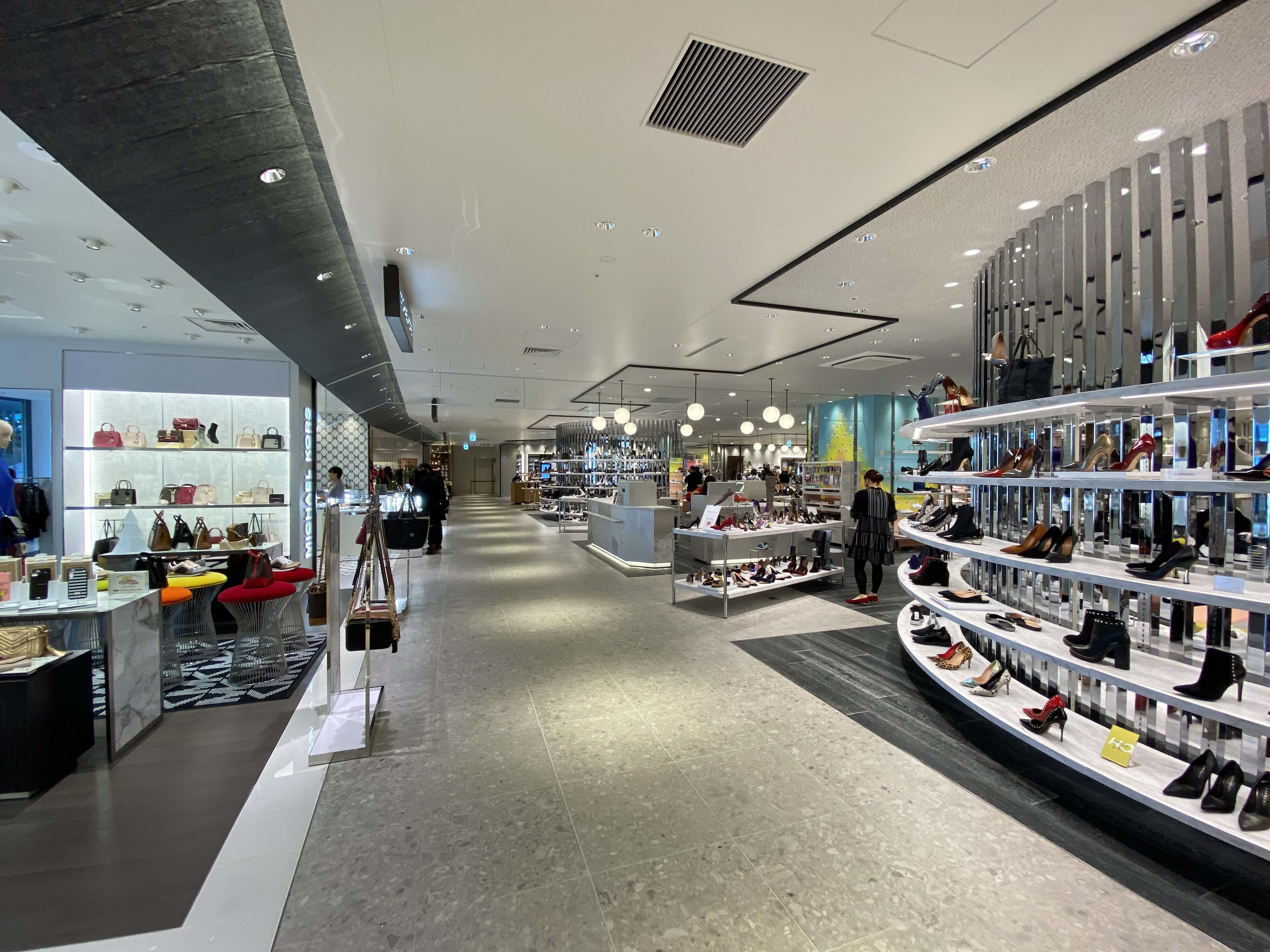
5樓鞋履專層「Q Goods」
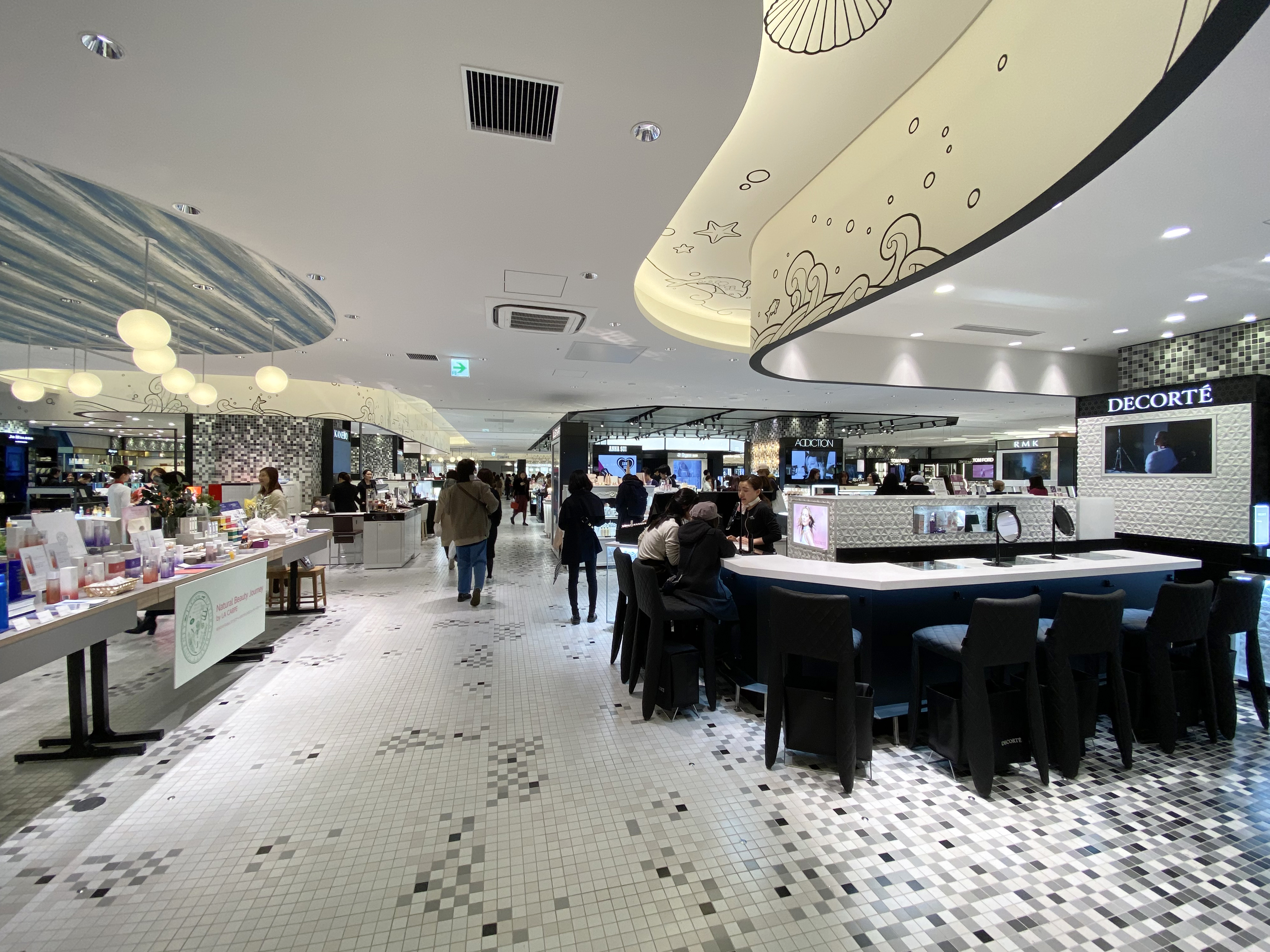
6樓美容化妝品專區「Q Beauty」
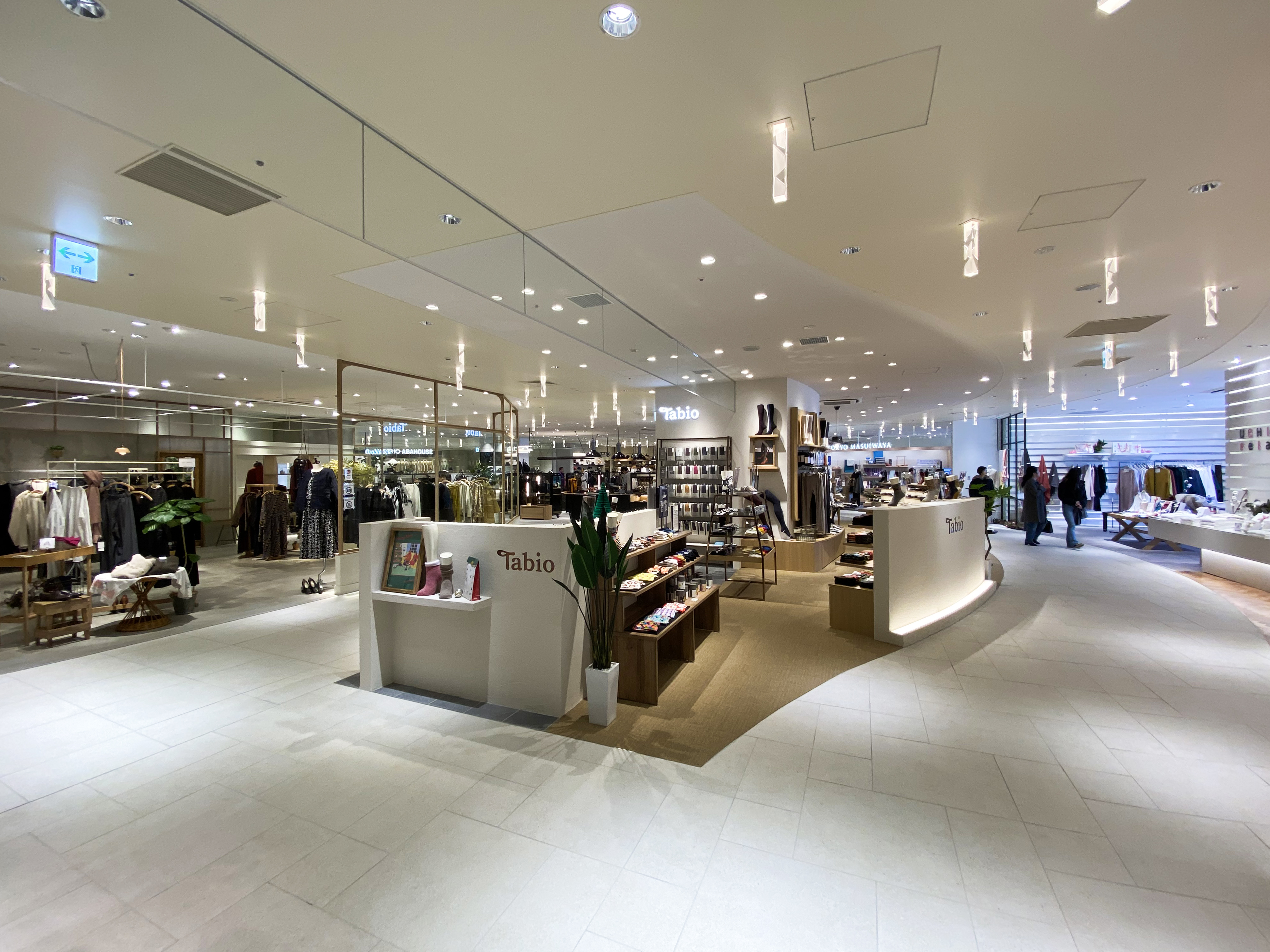
9樓
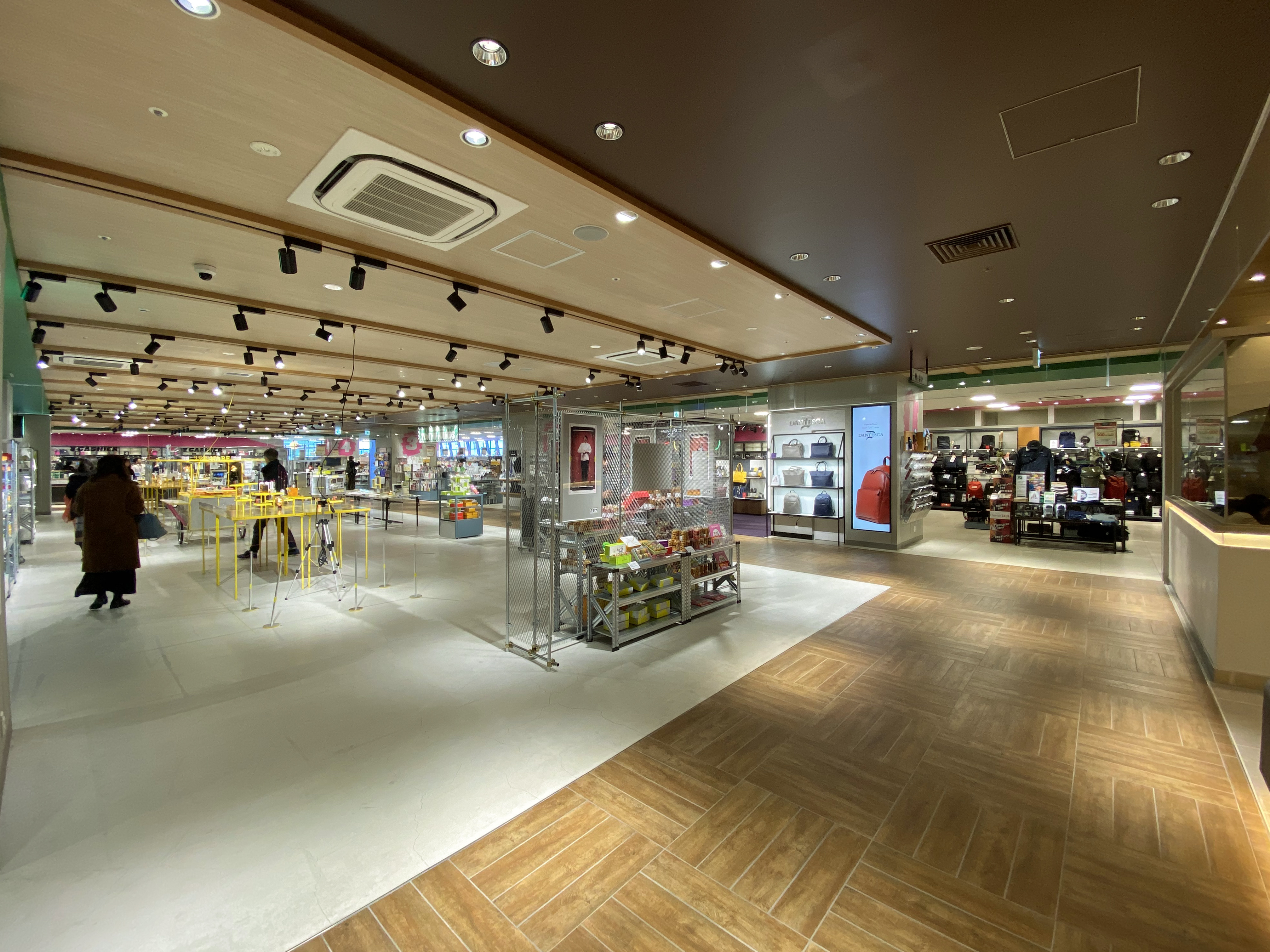
10樓Tokyo Hands
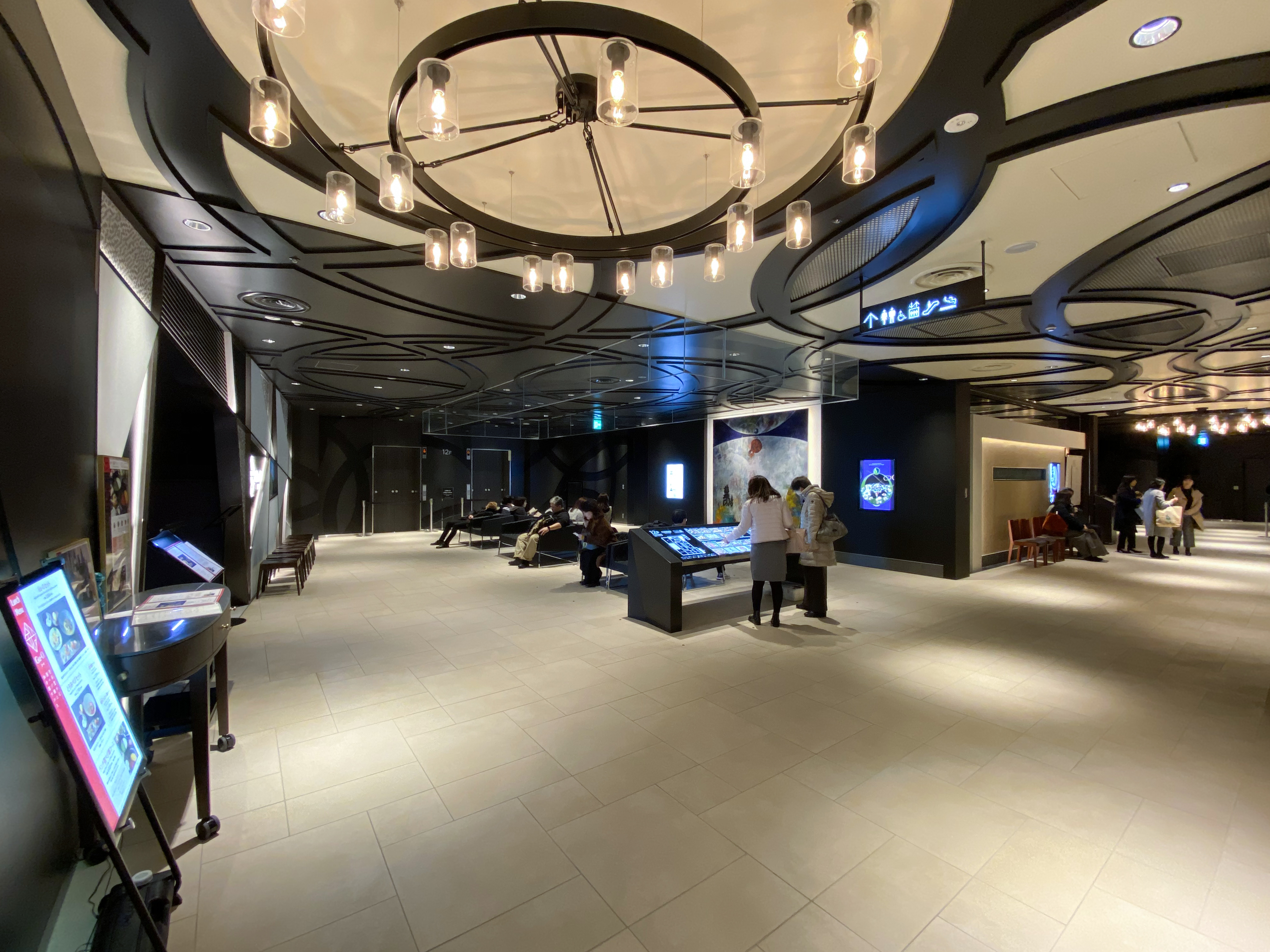
12樓餐廳
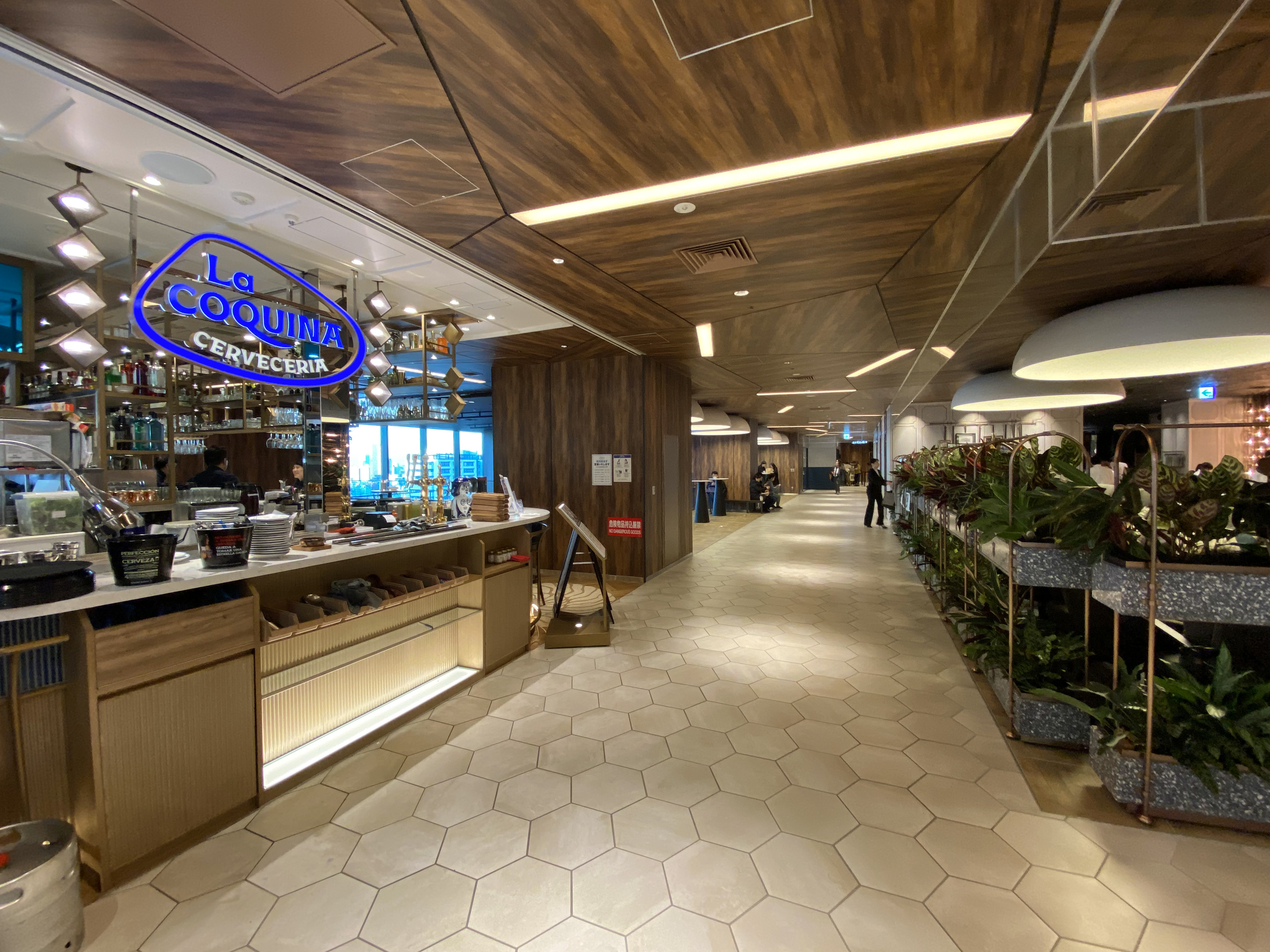
13樓餐廳
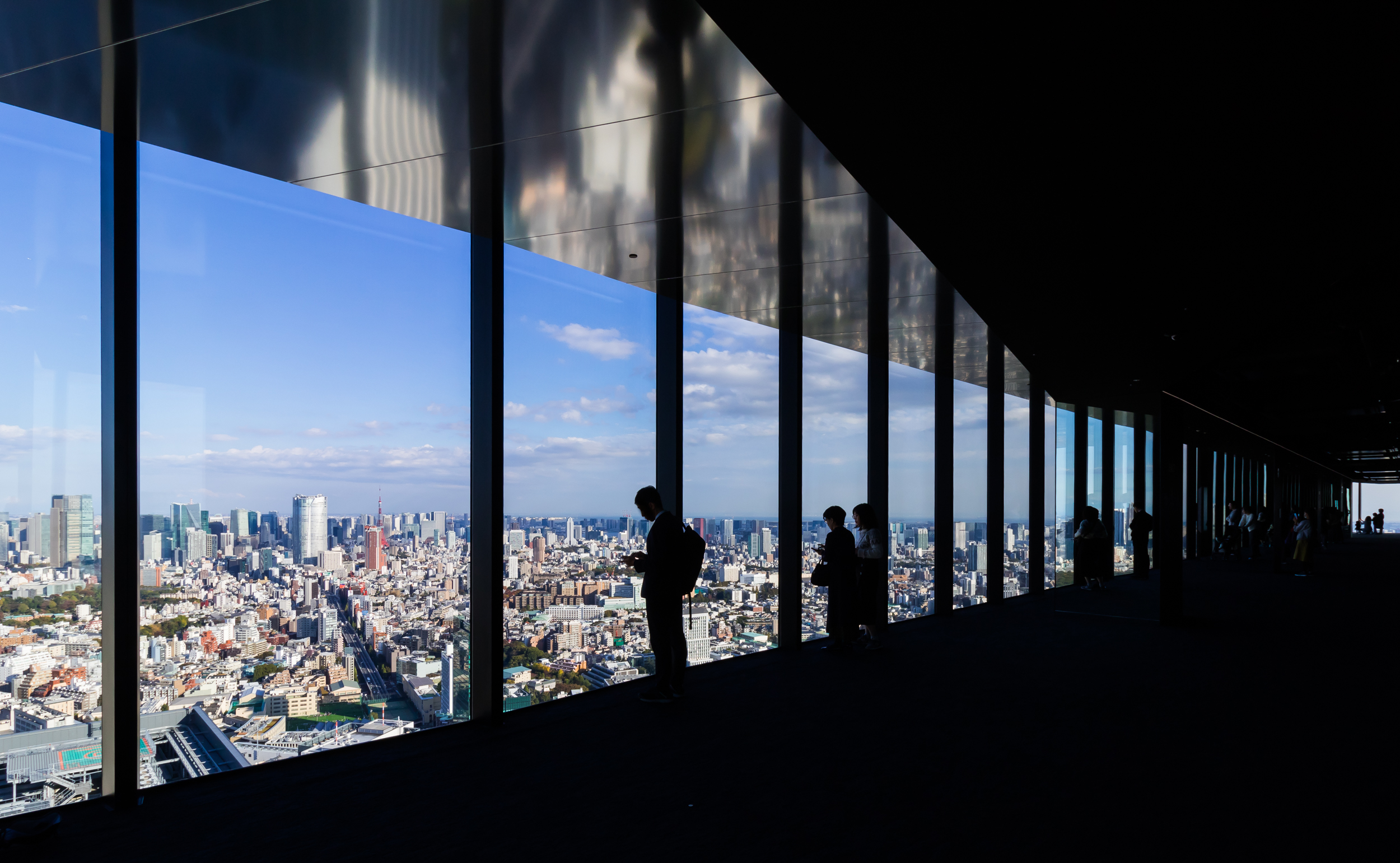
45樓室內觀景台

## 外部連結
- 官方网站
- 澀谷Scramble Square的Facebook專頁
- 澀谷Scramble Square的Instagram帳戶